# A Sure Thing
A Sure Thing è un album di Blue Mitchell, pubblicato dalla Riverside Records nel 1962. Il disco fu registrato al Plaza Sound Studios di New York City, New York (Stati Uniti), nelle date indicate nella lista tracce.

## Tracce
Lato A
1. West Coast Blues – 5:41 (Wes Montgomery) – Registrato il 28 marzo 1962 a New York City, New York
2. I Can't Get Started with You – 3:44 (Ira Gershwin, Vernon Duke) – Registrato il 7 marzo 1962 a New York City, New York
3. Blue on Blue – 4:44 (Jimmy Heath) – Registrato l'8 marzo 1962 a New York City, New York
4. A Sure Thing – 4:29 (Ira Gershwin, Jerome Kern) – Registrato l'8 marzo 1962 a New York City, New York

Lato B
1. Hootie Blues – 5:20 (Jay McShann) – Registrato il 7 marzo 1962 a New York City, New York
2. Hip to It – 4:57 (Blue Mitchell) – Registrato il 28 marzo 1962 a New York City, New York
3. Gone with the Wind – 5:57 (Allie Wrubel, Herbert Magidson) – Registrato il 28 marzo 1962 a New York City, New York

## Musicisti
A1, B2 e B3
- Blue Mitchell - tromba
- Clark Terry - flicorno, tromba (brani: A1 e B2)
- Julius Watkins - corno francese (brani: A1 e A2)
- Jerome Richardson - sassofono alto, flauto (brani: A1 e A2)
- Jimmy Heath - sassofono tenore
- Pepper Adams - sassofono baritono (solo nel brano: A1)
- Pat Patrick - sassofono baritono (solo nel brano: B2)
- Wynton Kelly - pianoforte
- Sam Jones - contrabbasso
- Albert Heath - batteria

A2, A3, A4 e B1
- Blue Mitchell - tromba
- Clark Terry - flicorno, tromba
- Julius Watkins - corno francese
- Jerome Richardson - sassofono alto, flauto
- Jimmy Heath - sassofono tenore
- Wynton Kelly - pianoforte
- Sam Jones - contrabbasso
- Albert Heath - batteria[2]